# Ano Siros
Ano Siros (gr. Άνω Σύρος) – miejscowość w Grecji, na wyspie Siros, w administracji zdecentralizowanej Wyspy Egejskie, w regionie Wyspy Egejskie Południowe, w jednostce regionalnej Siros. Historyczna siedziba gminy Siros-Ermupoli. W 2011 roku liczyła 862 mieszkańców.

## Współpraca
Gołdap